# David Carmona
David Carmona Sierra (Palma del Río, 11 gennaio 1997) è un calciatore spagnolo, difensore del Bylis Ballsh.

## Carriera

### Club
Nato a Palma del Río, nel 2006 entra a far parte del settore giovanile del Siviglia. Il 26 ottobre 2014, all'età di 17 anni, debutta con la seconda squadra, disputando l'incontro di Segunda División B perso per 1-3 contro il Cadice.
Il 10 luglio 2015 prolunga il suo contratto fino al 2019. Il 14 maggio 2016 debutta in prima squadra, in occasione dell'incontro valido per l'ultima giornata della Liga perso per 1-3 contro l'Athletic Bilbao.
L'8 gennaio 2017 realizza la sua prima rete tra i professionisti, nell'incontro vinto per 5-3 contro il Real Oviedo. Il 29 giugno 2018 firma un contratto triennale con il Cadice.
Poco impiegato dalla società andalusa, il 15 luglio 2019 viene ceduto in prestito al Racing Santander per l'intera durata della stagione. Il 2 ottobre 2020 rescinde il contratto che lo lega al Submarino Amarillo e il giorno successivo viene ingaggiato dal Betis, che lo aggrega alla propria squadra riserve.
Il 26 giugno 2021, rimasto svincolato dal Betis B, firma un contratto triennale con la squadra greca dell'Asteras Tripolīs.

### Nazionale
Ha giocato nelle nazionali giovanili spagnole Under-18, Under-19 ed Under-21.

## Statistiche

### Presenze e reti nei club
Statistiche aggiornate al 25 maggio 2025.
| Stagione                 | Squadra                  | Campionato               | Campionato | Campionato | Coppe nazionali | Coppe nazionali | Coppe nazionali | Coppe continentali | Coppe continentali | Coppe continentali | Altre coppe | Altre coppe | Altre coppe | Totale | Totale |
| Stagione                 | Squadra                  | Comp                     | Pres       | Reti       | Comp            | Pres            | Reti            | Comp               | Pres               | Reti               | Comp        | Pres        | Reti        | Pres   | Reti   |
| ------------------------ | ------------------------ | ------------------------ | ---------- | ---------- | --------------- | --------------- | --------------- | ------------------ | ------------------ | ------------------ | ----------- | ----------- | ----------- | ------ | ------ |
| 2014-2015                | Siviglia Atlético        | SDB                      | 26         | 0          | -               | -               | -               | -                  | -                  | -                  | -           | -           | -           | 26     | 0      |
| 2015-2016                | Siviglia Atlético        | SDB                      | 36+6       | 0          | -               | -               | -               | -                  | -                  | -                  | -           | -           | -           | 42     | 0      |
| 2016-2017                | Siviglia Atlético        | SD                       | 41         | 1          | -               | -               | -               | -                  | -                  | -                  | -           | -           | -           | 41     | 1      |
| 2017-2018                | Siviglia Atlético        | SD                       | 36         | 0          | -               | -               | -               | -                  | -                  | -                  | -           | -           | -           | 36     | 0      |
| Totale Siviglia Atlético | Totale Siviglia Atlético | Totale Siviglia Atlético | 139+6      | 1+0        |                 | -               | -               |                    | -                  | -                  |             | -           | -           | 145    | 1      |
| mag. 2016                | Siviglia                 | PD                       | 1          | 0          | CR              | -               | -               | UCL+UEL            | -                  | -                  | -           | -           | -           | 1      | 0      |
| nov. 2016                | Siviglia                 | PD                       | -          | -          | CR              | 1               | 0               | UCL                | -                  | -                  | SS          | -           | -           | 1      | 0      |
| Totale Siviglia          | Totale Siviglia          | Totale Siviglia          | 1          | 0          |                 | 1               | 0               |                    | -                  | -                  |             | -           | -           | 2      | 0      |
| 2018-2019                | Cadice                   | SD                       | 7          | 0          | CR              | 3               | 0               | -                  | -                  | -                  | -           | -           | -           | 10     | 0      |
| 2019-2020                | Racing Santander         | SD                       | 22         | 0          | CR              | 1               | 0               | -                  | -                  | -                  | -           | -           | -           | 23     | 0      |
| 2020-2021                | Betis B                  | SDB                      | 13+3       | 0+1        | -               | -               | -               | -                  | -                  | -                  | -           | -           | -           | 16     | 1      |
| 2021-2022                | Asteras Tripolīs         | SL                       | 24+6       | 1+0        | CG              | 0               | 0               | -                  | -                  | -                  | -           | -           | -           | 30     | 1      |
| 2022-2023                | Asteras Tripolīs         | SL                       | 20+3       | 0          | CG              | 1               | 0               | -                  | -                  | -                  | -           | -           | -           | 24     | 0      |
| 2023-2024                | Asteras Tripolīs         | SL                       | 14         | 0          | CG              | 1               | 0               | -                  | -                  | -                  | -           | -           | -           | 15     | 0      |
| Totale Asteras Tripolīs  | Totale Asteras Tripolīs  | Totale Asteras Tripolīs  | 58+9       | 1+0        |                 | 2               | 0               |                    | -                  | -                  |             | -           | -           | 69     | 1      |
| 2024-2025                | San Fernando CD          | SF                       | 19         | 0          | CR              | 0               | 0               | -                  | -                  | -                  | -           | -           | -           | 19     | 0      |
| 2025-2026                | Bylis Ballsh             | KS                       | 0          | 0          | CA              | 0               | 0               | -                  | -                  | -                  | -           | -           | -           | 0      | 0      |
| Totale carriera          | Totale carriera          | Totale carriera          | 259+18     | 2+1        |                 | 7               | 0               |                    | -                  | -                  |             | -           | -           | 284    | 3      |